# Rosettmossa
Rosettmossa (Riccia sorocarpa) är en levermossa som växer på öppna och soliga platser där jorden ligger bar, till exempel på åkrar och vid kanten till diken. Rosettmossan har blågrönaktiga bålflikar som bildar en cirka en centimeter stor rosett. På bålflikarnas ovansida finns en mittfåra, som löper längs hela bålen, från basen till bålgrenarnas yttre spetsar. Dess sporer bildas inuti bålen. Sporerna mognar sent på hösten och sprids då den ettåriga bålen spricker upp.

## Utbredning i Sverige
Rosettmossan är den vanligaste av de arter i släktet rosettmossor som förekommer i Sverige. Den förekommer från Skåne till södra Norrland, inklusive på Öland och Gotland.